# Basquetebol nos Jogos Olímpicos de Verão de 2008 - Qualificação
Para as competições de basquetebol, o COI permite a inscrição de 1 (um) Comitê Olímpico Nacional (CON) no masculino e 1 no feminino, com doze atletas cada.

## Masculino

Equipes qualificadas

| Basquetebol masculino                     | Data                 | Sede      | Vagas | Classificados               |
| ----------------------------------------- | -------------------- | --------- | ----- | --------------------------- |
| País-sede                                 | -                    | -         | 1     | China                       |
| Campeonato Mundial de Basquetebol de 2006 | 19 ago - 3 set, 2006 | Japão     | 1     | Espanha                     |
| Torneio FIBA África 2007                  | 15-25 ago, 2007      | Angola    | 1     | Angola                      |
| Torneio FIBA Ásia 2007                    | 28 jul - 5 ago, 2007 | Tokushima | 1     | Irão                        |
| Torneio FIBA Americas 2007                | 22 ago - 2 set, 2007 | Las Vegas | 2     | Estados Unidos · Argentina  |
| Torneio FIBA Europa 2007                  | 3-16 set, 2007       | Espanha   | 2     | Rússia · Lituânia           |
| Torneio FIBA Oceania 2007                 | 20-24 ago, 2007      | Austrália | 1     | Austrália                   |
| Torneio Pré-Olímpico Mundial da FIBA 2008 | 14-20 jul, 2008      | Atenas    | 3     | Grécia · Croácia · Alemanha |
| TOTAL                                     |                      |           | 12    |                             |

Torneio Pré-Olímpico Mundial:
- Europa:  Grécia,  Alemanha,  Croácia,  Eslovênia
- Américas:  Porto Rico,  Brasil,  Canadá
- África:  Camarões,  Cabo Verde
- Ásia:  Líbano,  Coreia do Sul
- Oceania:  Nova Zelândia

## Feminino

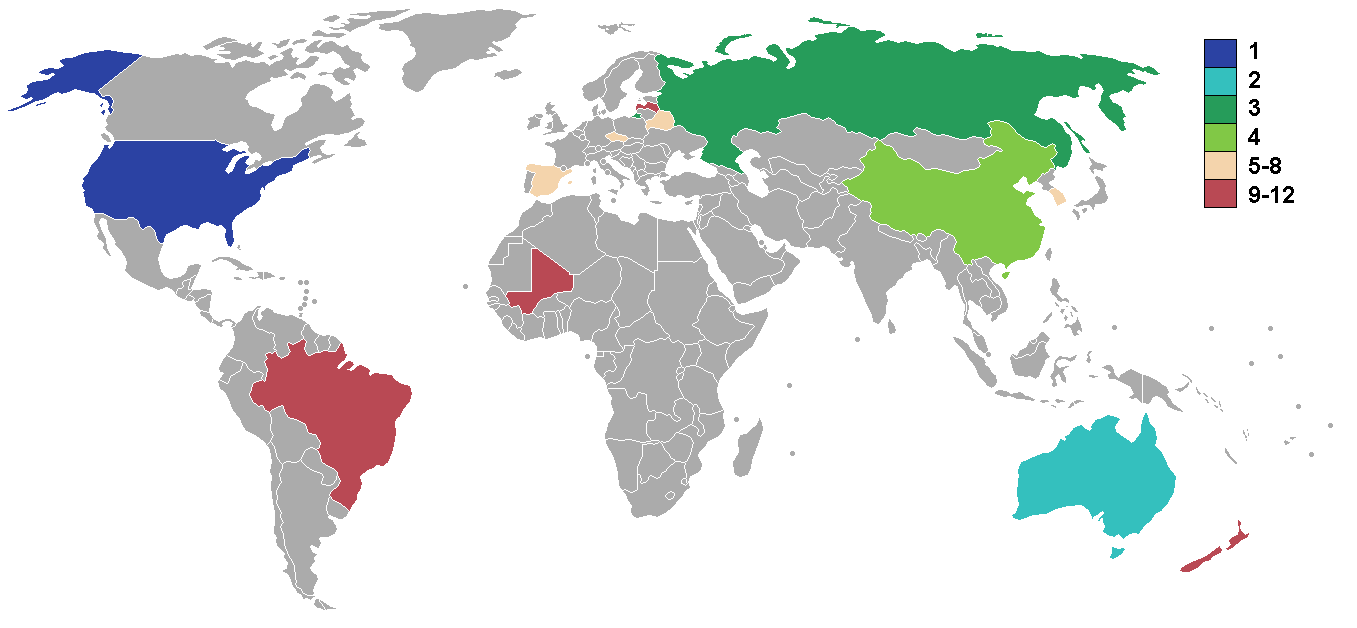
Equipes qualificadas

| Basquetebol feminino                      | Data                  | Sede     | Vagas | Classificados                                       |
| ----------------------------------------- | --------------------- | -------- | ----- | --------------------------------------------------- |
| País-sede                                 | -                     | -        | 1     | China                                               |
| Campeonato Mundial de Basquetebol de 2006 | 12-23 set, 2006       | Brasil   | 1     | Austrália                                           |
| Torneio FIBA África 2007                  | September 21-30, 2007 | Senegal  | 1     | Mali                                                |
| Torneio FIBA Ásia 2007                    | 3-10 jun, 2007        | Incheon  | 1     | Coreia do Sul                                       |
| Torneio FIBA Americas 2007                | 26-30 set, 2007       | Valdivia | 1     | Estados Unidos                                      |
| Torneio FIBA Europa 2007                  | 24 set - 7 out, 2007  | Itália   | 1     | Rússia                                              |
| Torneio FIBA Oceania 2007                 | 26-29 set, 2007       | Dunedin  | 1     | Nova Zelândia                                       |
| Torneio Pré-Olímpico Mundial da FIBA 2008 | 9-15 jun, 2008        | Madri    | 5     | Espanha · Bielorrússia · Letônia · Chéquia · Brasil |
| TOTAL                                     |                       |          | 12    |                                                     |

Torneio Pré-Olímpico Mundial:
- Europa:  Espanha,  Bielorrússia,  Letônia,  Chéquia
- Américas:  Cuba,  Brasil,  Argentina
- África:  Senegal,  Angola
- Ásia:  Japão,  Taipé Chinesa
- Oceania:  Fiji